# غصوان الثالثة (ويس)
غصوان الثالثة (بالفارسية: گسوان) هي منطقة سكنية تقع في إيران في قسم ويس الريفي. يقدر عدد سكانها بـ 36 نسمة .